# Jamie Callahan
Pour les articles homonymes, voir Callahan.
James Douglas Callahan (né le 24 août 1994 à Florence, Caroline du Sud, États-Unis) est un lanceur droitier qui a joué pour les Mets de New York dans la Ligue majeure de baseball en 2017.

## Carrière
Jamie Callahan est choisi par les Red Sox de Boston au 2e tour de sélection du repêchage amateur de 2012. En ligues mineures, il est à l'origine lanceur partant mais transitionne vers un rôle de lanceur de relève durant la saison 2015.
Le 31 juillet 2017, les Red Sox transigent avec les Mets de New York pour faire l'acquisition du releveur droitier Addison Reed et ils cèdent en échange trois lanceurs droitiers des ligues mineures : Gerson Bautista, Stephen Nogosek et Jamie Callahan.
Jamie Callahan fait ses débuts dans le baseball majeur avec les Mets de New York le 2 septembre 2017 comme lanceur de relève dans un match face aux Astros de Houston.